# Pawło Pianczuk
Pawło Pianczuk (ukr. Павло Пянчук, ur. 24 maja 1911 r. we wsi Kriwuszi na Połtawszczyźnie, zm. ?) – radziecki wojskowi i lotnik narodowości ukraińskiej, pilot myśliwski Ukraińskiej Armii Wyzwoleńczej.

## Biografia
W latach 1930–1933 uczył się w technikum w Charkowie. Po jego ukończeniu został zmobilizowany do Armii Czerwonej. W 1937 r. przeszedł przeszkolenie lotnicze, po czym służył w lotnictwie myśliwskim. W 1942 r. został zestrzelony przez Niemców. Dostał się do niewoli. Osadzono go w obozie jenieckim, gdzie zadeklarował wstąpienie do Ukraińskiej Armii Wyzwoleńczej (UWW). Faktycznie został pilotem myśliwskim Luftwaffe. Po zakończeniu wojny jego losy są nieznane.